# The Anthem
The Anthem (ang. hymn) – singel Good Charlotte z ich płyty The Young and The Hopeless. Klip został wyreżyserowany przez Smitha N'Bonina. Piosenka opowiada o codziennym życiu "popularnej" młodzieży z college'u. W teledysku Good Charlotte gra dla młodych ludzi w skateparku.

## Lista utworów
1. The Anthem
2. Lifestyles of the Rich & Famous (Live Acoustic Version)